# Aćim Medović
Aćim Medović właściwe Joachim Medowicz (serb. Аћим Медовић, ur. 20 marca 1815 w Pogwizdowie, zm. 11 maja?/23 maja 1893 w Belgradzie) – serbski lekarz polskiego pochodzenia, profesor medycyny sądowej, autor pierwszego podręcznika medycyny sądowej w języku serbskim (1865).
Urodził się jako Joachim Medowicz w majątku rodzinnym Pogwizdów niedaleko Nieszkowic. Być może jego rodzicami byli Walenty Medowicz i Maria z domu Grzywińska. Studiował medycynę na Uniwersytecie Wiedeńskim, tytuł doktora medycyny otrzymał 26 października 1841 po przedstawieniu dysertacji dotyczącej złamań obojczyka, przygotowanej z pomocą Ludwika Bierkowskiego. Należał do Stowarzyszenia Ludu Polskiego. W 1842 opuścił Wiedeń i wyjechał do Serbii, gdzie rozpoczął praktykę lekarską w Belgradzie. W 1845 otrzymał obywatelstwo serbskie. Ożenił się z Serbką i pozostał w Belgradzie do śmierci.
Został pierwszym profesorem medycyny sądowej w Serbii. W 1865 roku napisał pierwszy podręcznik medycyny sądowej w języku serbskim. W dziele tym poświęcił rozdział chorobom psychicznym, co czyni z niego pioniera także serbskiej psychiatrii. Był jednym z członków założycieli Serbskiego Towarzystwa Lekarskiego (utworzonego 22 kwietnia 1872 w Belgradzie z inicjatywy Vladana Đorđevicia) i pierwszy jego przewodniczący. Członek korespondent Društva srpske slovesnosti od 28 grudnia 1847, członek honorowy Serbskiego Towarzystwa Naukowego (Srpsko učeno društvo) od 15 listopada 1892 (członek zwykły od 29 lipca 1864, sekretarz wydziału nauk przyrodniczych i matematyki w latach 1869–1870), członek honorowy Królewskiej Serbskiej Akademii Nauk. Był delegatem Serbii na III Międzynarodowy Kongres Medyczny w 1873 roku w Wiedniu; jego wystąpienie dotyczyło ospy zawleczonej do Serbii z Turcji, i przymusowych szczepień. Wzmianki o doktorze Medowiczu znajdują się w pamiętniku Teodora Tomasza Jeża.

## Wybrane prace
- Ueber Schlüsselbeinbrüche und derer Behandlung, mit Hilfe einer neuen von Dr. Ludwig Bierkowski, Prof. der theoretischen und praktischen Chirurgie an der Jagiellonischen Universität Krakau, erfunden, Sattel gennanten, Vorrichtung, nebst Angabe, gegenwärtig noch üblicher Methoden, Schlüsselbeinbrüche zu heilen. Wien, 1841
- Mittheilungen ueber die neueste medicinische Literatur Polens. Medicinische Jahrbücher des kaiserl.-königl. österreichischen Staates 39 (30), ss. 381-383 (1842)
- Sudska medicina za pravnike. U državnoj kamenoreznici, 1865
- Državno lekarstvo: za pravnike i lekare. U Državnoj štampariji, 1866
- Male hirurgijske usluge i prva pomoć u povredama tela: Za izučene berbere u Kneževini Srbiji. u Državnoj štampariji, 1869
- Sanitetska policija: sa 18 drvoreznih slika. u Državnoj štampariji, 1871